# Jean Itard (Mathematiker)
Jean Itard (* 16. Juni 1902 in Serrières, Ardèche; † 8. Mai 1979 in Paris) war ein französischer Mathematikhistoriker.
Itard studierte an der École Normale des Instituteurs und der Universität Marseille (Abschluss 1924 in Mathematik) und war dann Lehrer am Lyzeum von Alençon und ab 1928 in Marseille. Später war er Gymnasiallehrer in Paris. 1962 ging er in den Ruhestand. Itard hielt auch Vorlesungen über griechische Mathematik an der École pratique des hautes études und war ein aktiver Gewerkschafter und hielt Mathematikvorlesungen an Gewerkschaftsschulen.
Mit Pierre Dedron schrieb er das Buch „Mathematiques et mathematiciens“ (Paris 1959, 1982), schrieb den Band Arithmetik und Zahlentheorie in der „Que-sais-je?“ Reihe und er gab 1962 eine französische Übersetzung der arithmetischen Bücher von Euklid heraus. Er schrieb zahlreiche Mathematiker-Biographien für das Dictionary of Scientific Biography (unter anderem über Joseph-Louis Lagrange), eine Fermat (Birkhäuser 1950, 1979) Biographie und trug zur Histoire Générale des Sciences von René Taton bei.